# Брусарци
Брусарци (болг. Брусарци) — город в Болгарии. Находится в Монтанской области, входит в общину Брусарци. Население составляет 988 человек (2022).

## Политическая ситуация
Кмет (мэр) общины Брусарци — Юлия Робинзонова Каменова (коалиция в составе 2 партий: Граждане за европейское развитие Болгарии (ГЕРБ), Национальное движение «Симеон Второй» (НДСВ)) по результатам выборов.